# فارس ويوم
 فارس ويوم (بالإنجليزية: knight and day)‏ فيلم كوميدي رومانسي حركي أمريكي أنتج عام 2010 من بطولة توم كروز وكاميرون دياز ومن إخراج جيمس مانغولد، الفيلم كسيناريو فيه أطنان من الأحداث والمفارقات لكنه لا يحتوي في داخله على صلب قصصي يشكّل دراما حقيقية وشخصيات مثيرة للتعامل.
الفلم حقق نجاح تجاري بموازنة تقدر بمئة مليون دولار وأرباح تعدت 260 مليون دولار.

## القصة
تدور أحداث الفيلم في قالب كوميدي حركي حول العميل السري ميلر الذي يعمل لصالح إحدى الوكالات الأمنية المتخصصة،
والذي يقابل بالصدفة في المطار الفتاة الجميلة جون هافينز، ليجرفها معه رغما عنها في مغامرة خطيرة للغاية
وان كانت لا تخلو أيضا من الكوميديا، الغرض من ورائها هو حماية بطارية قوية وفعالة للغاية تحمل مفتاحا لمصدر طاقة جبارمتجدد لا ينتهي.
ويتورط ميلر وجوني سويا ويصبحان هاربان وخارجان عن القانون، وتتعقد الامور أكثر عندما يقوم أعداء ميلر الذين هم في الواقع رؤساءه في عالم الجاسوسية السابقين بالاتصال بجون وأخبارها بأن ميلر يعاني من انهيار نفسي كامل ولا يعي ماذا يقول أو كيف يتصرف،
ويتركوا الفتاة في حيرة من أمرها حول من الذي تستطيع الوثوق به الآن.

## طاقم التمثيل
- توم كروز: بدور روي ميلر عميل سري حيث يحاول حماية البطارية حتى لا تكون في أيدي الأشخاص الخطأ

وعندما يلتقي بامرأة يستخدمها لتمرير البطارية في إحدى المطارات، مما ينتج عنه ورطة للمرأة فيكون ملزم بحمايتها.
- كاميرون دياز بدور جون هافينز.
- بيتر سارسغارد  بدور فيتزجرالد.

## اراء النقاد
الفلم حصل على مراجعة سلبية من قبل هوليود ريبورتر حيث قال كريك هونيكت: " المنطقية والعقلانية أخذا اجازة في هذا الفلم الحركي اللامتوقف باعتماده على بطولة توم كروز وكامرون دياز لبيع التفاهات ". بينما شخص الناقد محمد رضا الفيلم بقوله " أعتقد أن السيناريو أراد أن يقول أكثر مما يكترث الفيلم لإظهاره، أو أكثر مما استطاع المخرج بلورته، وجيمس ماغنولد يعرف ذلك وينجح في سد الثقوب وتحويل النظر إلى متابعة مثيرة طوال الوقت. على هذا الصعيد وحده لا يمكن إغفال أن «فارس ويوم» فيلم جيّد.

## وصلات خارجية
- الموقع الرسمي
- فارس ويوم على موقع IMDb (الإنجليزية)
- فارس ويوم على موقع ميتاكريتيك (الإنجليزية)
- فارس ويوم على موقع روتن توميتوز (الإنجليزية)
- فارس ويوم على موقع نتفليكس (الإنجليزية)
- فارس ويوم على موقع قاعدة بيانات الأفلام العربية
- فارس ويوم على موقع ألو سيني (الفرنسية)
- فارس ويوم على موقع Turner Classic Movies (الإنجليزية)
- فارس ويوم على موقع أول موفي (الإنجليزية)
- فارس ويوم على موقع بوكس أوفيس موجو (الإنجليزية)
- فارس ويوم على موقع فيلمافينيتي (الإسبانية)